# Грива (Козельский район)
Грива — деревня в Козельском районе Калужской области. Входит в состав сельского поселения «Село Попелёво».

## Географическое положение
Расположено примерно в 6 км к северу от села Попелёво на правом берегу реки Серёна.

## История
В Козельском уезде Калужской губернии сельцо Грива (Гриво) относилось к Прысковской волости.

## Население
Население сельца в 1859 году было 236 жителей (мужчин — 112, женщин — 124); на 1914 год было 231 житель (мужчин — 107, женщин — 124).
На 2010 год население составляло 8 человек.